# Abel Azcona

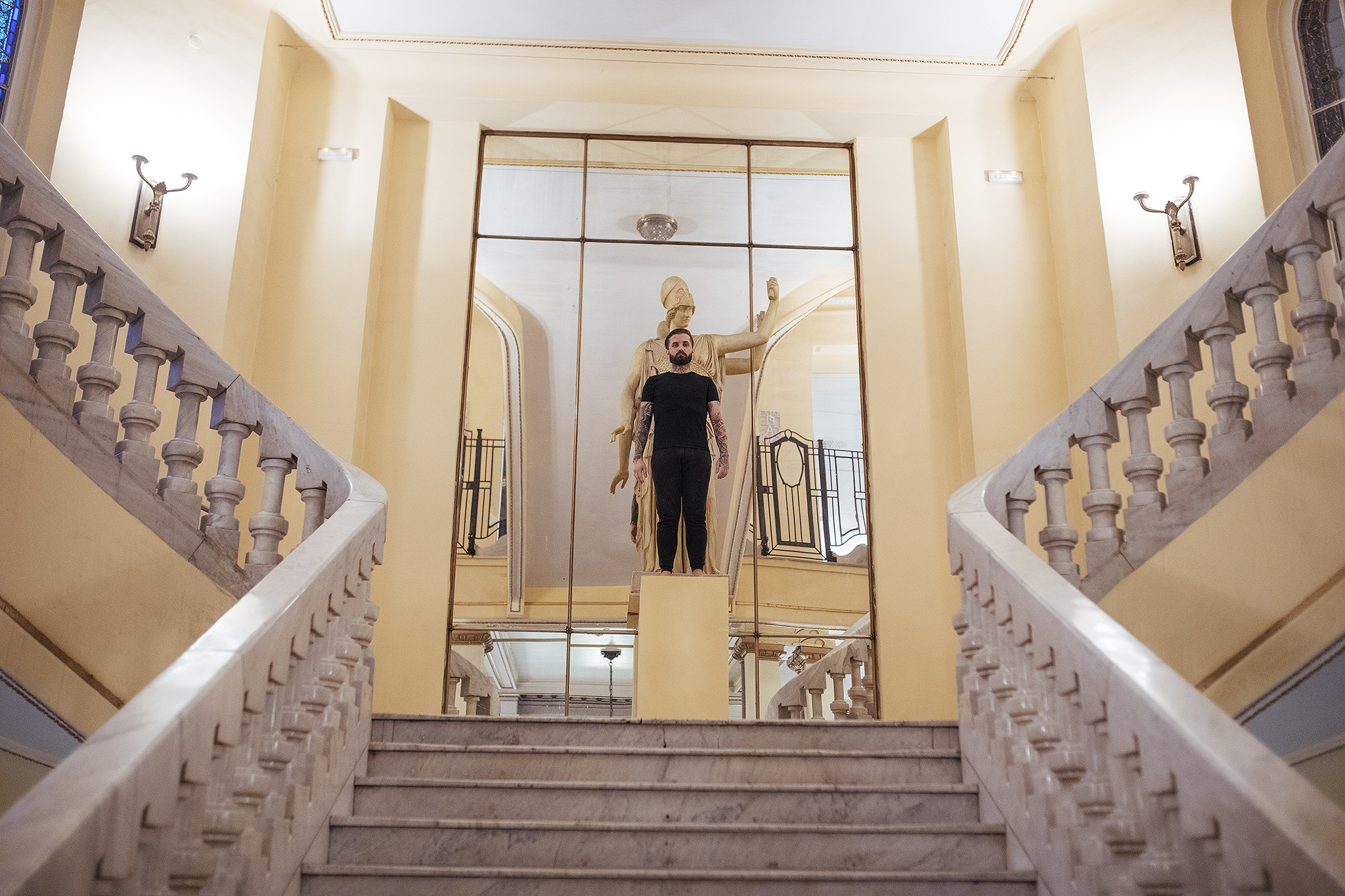
De kunstenaar Abel Azcona tijdens De dood van de kunstenaar in de Círculo de Bellas Artes in Madrid.

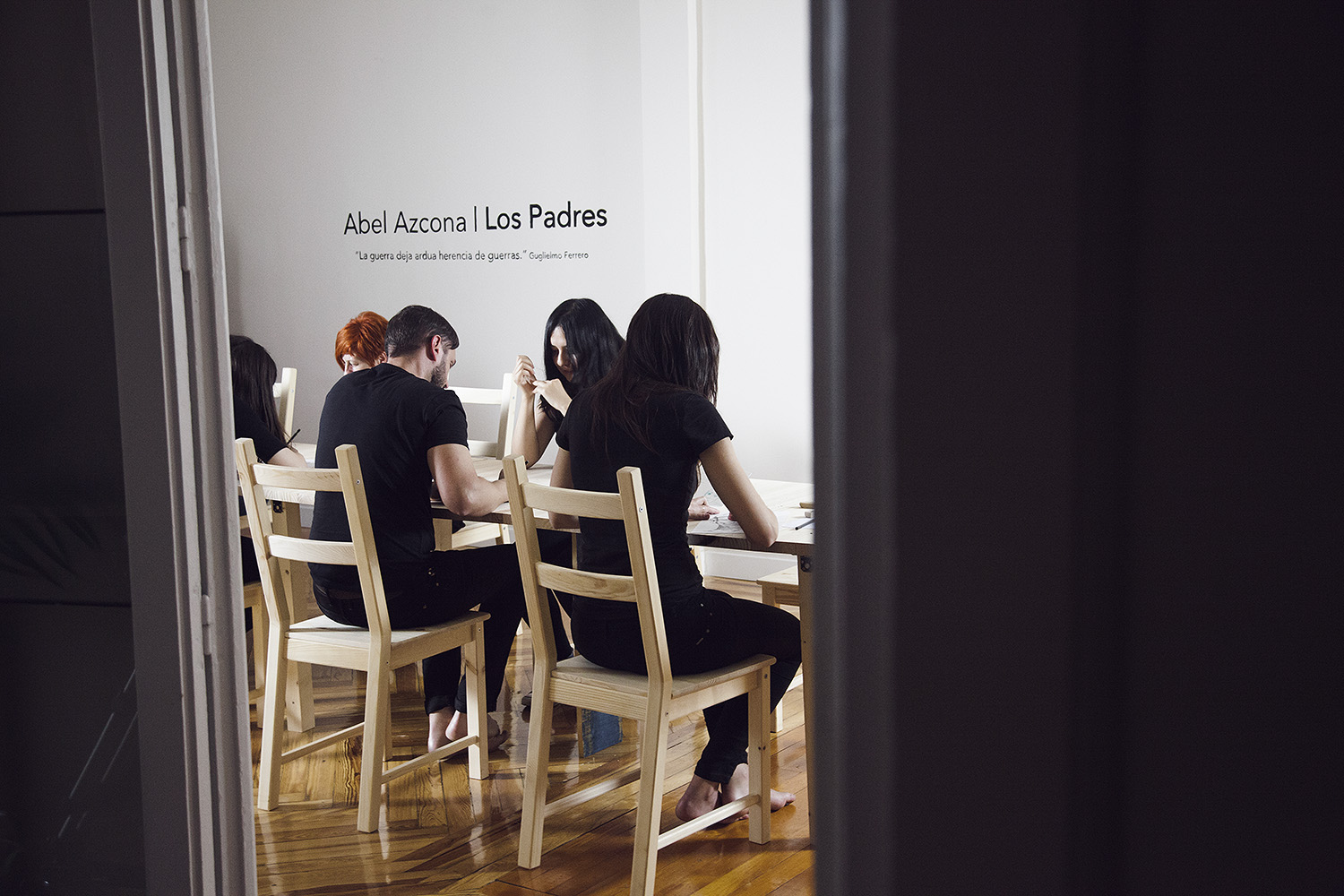
Ascona's Vaders gehouden in Madrid.

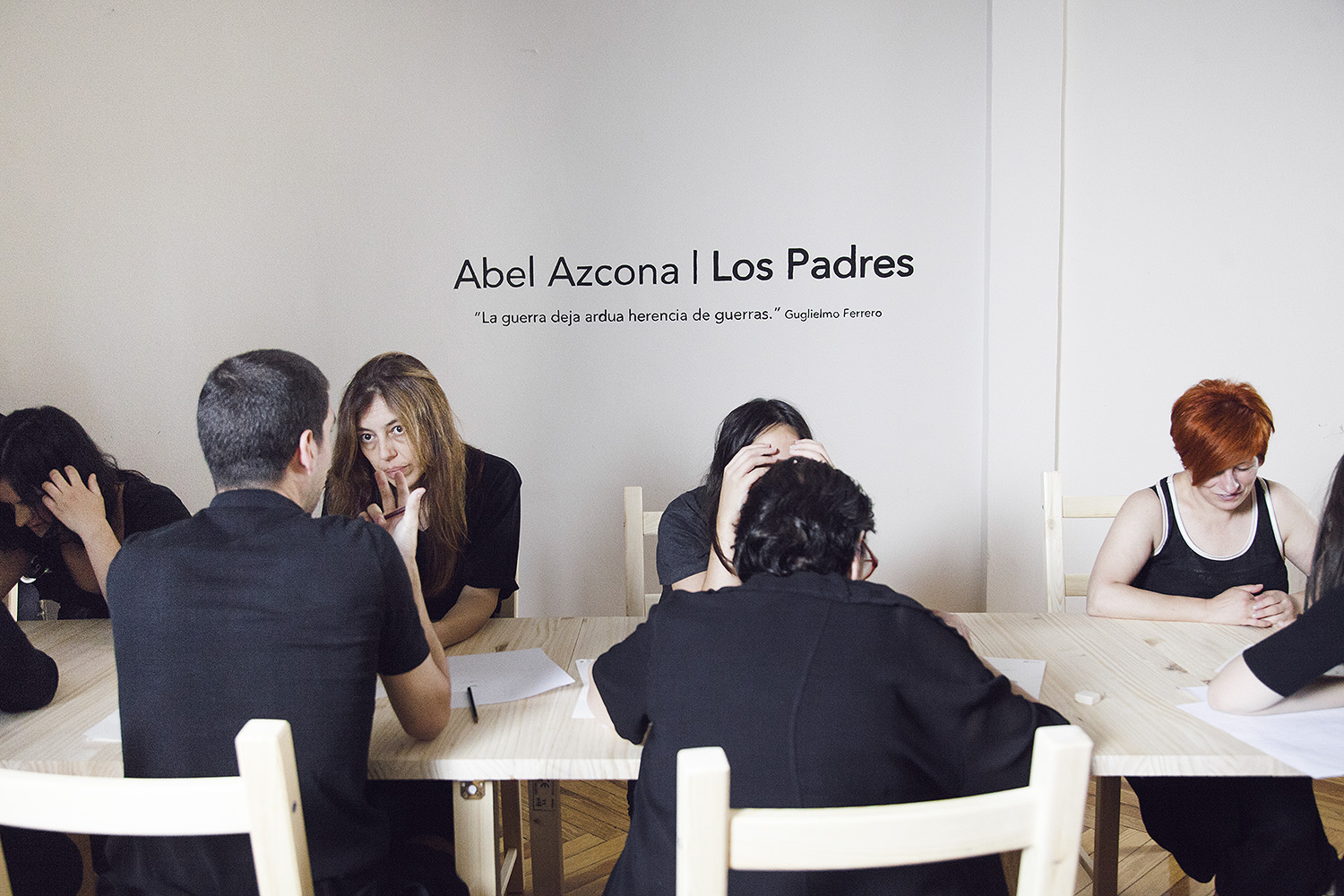
Ascona's Vaders gehouden in Madrid.

Abel Azcona (Madrid, 1 april 1988) is een Spaanse kunstenaar die gespecialiseerd is in performance. Zijn werken omvatten installaties, sculpturen, videokunst, schilderen of literaire werken van essays tot herdenkingsteksten. Zijn vroege werken gingen over persoonlijke identiteit, geweld en de grenzen van pijn, en evolueerden naar werken van kritische, politieke en sociale aard.
Zijn werk is tentoongesteld in tentoonstellingen en galerieën over de hele wereld en verwierf internationale projectie op het Venice Arsenal, de Asian Art Biennale in Dhaka en Taipei, de Biënnale van Lyon, het Miami International Performance Art Festival of de Bangladesh Live Art Biennial. Daarnaast is Azcona aanwezig in verschillende nationale en internationale musea en culturele centra zoals het Malaga Center for Contemporary Art, het Museum of Modern Art in Bogotá, de Art League Houston, het Museum Leslie Lohman uit New York of de Círculo de Bellas Artes in Madrid . Het Museum voor Moderne Kunst van Bogotá heeft er in 2014 een overzichtstentoonstelling aan gewijd.

## Exposities
Azcona voerde tientallen art interventions uit sinds 2009 en eveneens tientallen exposities.
Hier volgt een lijst met zijn solo-exposities.
| Jaar | Titel                                                                                              | Museum                                             | Plaats                                |
| ---- | -------------------------------------------------------------------------------------------------- | -------------------------------------------------- | ------------------------------------- |
| 2019 | Erfenis                                                                                            | ISBA Instituto Bellas Artes                        | Besançon, Frankrijk                   |
| 2019 | El deber de reincidencia del artista en el marco de asunción de desobediencia como posicionamiento | Espacio de Arte L´Eléctrica                        | Palma de Mallorca, Spanje             |
| 2019 | El deber de reincidencia del artista en el marco de asunción de desobediencia como posicionamiento | Espacio Incógnita                                  | Murcia, Spanje                        |
| 2019 | De eerste stap                                                                                     | Sala de Exposiciones de Sant Fruitós               | S. Fruitós del Bages, Spanje          |
| 2019 | Cuerpos Políticos                                                                                  | Museo de Arte Contemporáneo de Bogotá              | Bogotá, Colombia                      |
| 2018 | La Muerte del Artista                                                                              | Círculo de Bellas Artes de Madrid                  | Madrid, Spanje                        |
| 2018 | El Vacío.                                                                                          | Pabellón Spanje. National Gallery. Bienal de Asia. | Dhaka, Bangladesh                     |
| 2018 | Empoderados                                                                                        | Art Space México                                   | Ciudad de México, México              |
| 2018 | Memorias de un abandono: una visión retrospectiva de la obra biográfica de Abel Azcona 1988-2018   | Alianza Francesa de Manizales                      | Manizales, Colombia                   |
| 2018 | Begraven                                                                                           | Centro Cultural de España en Montevideo            | Montevideo, Uruguay                   |
| 2018 | Begraven                                                                                           | Centro Cultural de España de Santo Domingo         | Santo Domingo, Dominicaanse Republiek |
| 2018 | Abel Azcona: Íntimo y Personal                                                                     | Sala de Exposiciones de Sant Fruitós               | S. Fruitós del Bages, Spanje          |
| 2017 | Abel Azcona I No Deseado: Una visión retrospectiva de la obra del artista                          | Museo de la Universidad del Cauca                  | Popayán, Colombia                     |
| 2017 | La Extinción del Deseo                                                                             | La Juan Gallery                                    | Madrid, Spanje                        |
| 2017 | Political (dis)order                                                                               | Espace dAM Romaimôtier                             | Romainmôtier, Suiza                   |
| 2017 | Enterrados                                                                                         | Centro Cultural Juan de Salazar de Asunción        | Asunción, Paraguay                    |
| 2017 | El Hijo y La Puta                                                                                  | Espacio de Artes. Fábrica de Artes Roca Umbert     | Granollers, Spanje                    |
| 2017 | Begraven                                                                                           | Centro Cultural de España en Tegucigalpa           | Tegucigalpa, Honduras                 |
| 2017 | Los Padres                                                                                         | Galería Rafael Pérez Hernando                      | Madrid, Spanje                        |
| 2017 | La Lucha                                                                                           | Museu Trepat de Tárrega                            | Tárrega, Spanje                       |
| 2017 | Doscientos Sesenta y Ocho ( Centro di Archiviazione e Promozione della Performing Art)             | Pabellón Corpo Venetië                             | Isla San Servolo, Venetië             |
| 2017 | Naturaleza Muerta                                                                                  | Fundación Enric Miralles                           | Barcelona, Spanje                     |
| 2017 | Make America Great Again                                                                           | Defibrillator Gallery de Chicago                   | Chicago, Verenigde Staten             |
| 2017 | Week Rental                                                                                        | Astro Inn de Houston                               | Houston, Verenigde Staten             |
| 2017 | Naturaleza Muerta                                                                                  | Espacio de Artes. Fábrica de Artes Roca Umbert     | Granollers, Spanje                    |
| 2017 | La Guerra                                                                                          | Espacio Arte The Secret Group                      | Houston, Verenigde Staten             |
| 2017 | Empatía y Prostitución                                                                             | Tulla Culture Center                               | Tirana, Albanië                       |
| 2017 | La Primera Vez                                                                                     | Facultad de Bellas Artes San Carlos                | Valencia, Spanje                      |
| 2017 | La Línea de tu Espalda: Selección de obras en torno a la sexualidad.                               | MUSEARI, Museu de l´Imaginari                      | Valencia, Spanje                      |
| 2016 | La Guerra                                                                                          | Víbora, Intramurs                                  | Valencia, Spanje                      |
| 2016 | Begraven                                                                                           | Sala Amadis Instituto de la Juventud               | Madrid, Spanje                        |
| 2016 | Los Cuerpos                                                                                        | Hell Gallery                                       | Barcelona, Spanje                     |
| 2016 | Los Padres                                                                                         | Plaza de Las Cortes 4                              | Madrid, Spanje                        |
| 2016 | Il Sacrificio                                                                                      | Centro Cultural Cantieri                           | Palermo, Italië                       |
| 2016 | Amén                                                                                               | Konvent Contemporary Art Center                    | Berga, Spanje                         |
| 2016 | Desafectos                                                                                         | Centro Cultural Teruel / Pozos de Caudé            | Teruel, Spanje                        |
| 2016 | Voyeur                                                                                             | Art Space México                                   | Ciudad de México, México              |
| 2016 | Enterrados                                                                                         | Centro Cultural de España en Montevideo            | Montevideo, Uruguay                   |
| 2016 | La Última Hora                                                                                     | Rossmut Gallery                                    | Rome, Italië                          |
| 2016 | Someone Else                                                                                       | Art Space México                                   | Ciudad de México, México              |
| 2016 | Las Horas                                                                                          | Rossmut Gallery                                    | Rome, Italië                          |
| 2016 | La Calle                                                                                           | Palacio de Aramburu                                | Tolosa, Spanje                        |
| 2016 | La Herencia                                                                                        | Macaya Gallery                                     | Miami, Verenigde Staten               |
| 2016 | Desenterrados: Una visión retrospectiva en torno a la obra política y subversiva del artista       | Sala Exposiciones Monumento a los Caídos           | Pamplona, Spanje                      |
| 2015 | No Deseado. Una visión retrospectiva del artista Abel Azcona                                       | Museo de Arte Contemporáneo de Bogotá              | Bogotá, Colombia                      |
| 2015 | Expediente 09812                                                                                   | Feria de Arte Contemporáneo del Mediterráneo       | Castellón de la Plana, Spanje         |
| 2015 | Fluids                                                                                             | Feria de Arte Contemporáneo de Málaga              | Málaga, Spanje                        |
| 2015 | La Alimentación                                                                                    | Galería Serendipia                                 | Madrid, Spanje                        |
| 2015 | La Calle                                                                                           | Galería Liebre                                     | Madrid, Spanje                        |
| 2015 | Poesía Biológica                                                                                   | Club Cabaret                                       | Alicante, Spanje                      |
| 2015 | De schaduw                                                                                         | Galería Alicia Hevia                               | Madrid, Spanje                        |
| 2015 | De schaduw                                                                                         | Palacio Universidad de Valladolid                  | Valladolid, Spanje                    |
| 2015 | De schaduw                                                                                         | Centro de Arte El Hueco                            | Soria, Spanje                         |
| 2015 | De schaduw                                                                                         | Centro de Historia                                 | Zaragoza, Spanje                      |
| 2015 | De schaduw                                                                                         | Palau de la Festa                                  | Castellón de la Plana, Spanje         |
| 2015 | De schaduw                                                                                         | Telier de Llum                                     | Tarragona, Spanje                     |
| 2015 | El Milagro                                                                                         | The Grey Square                                    | Tarragona, Spanje                     |
| 2015 | Enterrados                                                                                         | Plaza de la Libertad                               | Pamplona, Spanje                      |
| 2015 | Empatía y Prostitución                                                                             | Arco                                               | Madrid, Spanje                        |
| 2015 | Hábitat                                                                                            | Embajada de Alemania / Pasaje Fuencarral           | Madrid, Spanje                        |
| 2015 | Amén                                                                                               | Galería Alicia Hevia                               | Madrid, Spanje                        |
| 2014 | Seropositivo                                                                                       | Galería Serendipia                                 | Madrid, Spanje                        |
| 2014 | Reminiscencia                                                                                      | Palacio de Congresos y Auditorio Kursaal           | San Sebastián, Spanje                 |
| 2014 | Black Hole                                                                                         | Factoría de Arte y Desarrollo                      | Madrid, Spanje                        |
| 2014 | Nine Container II                                                                                  | Galerie Despentes                                  | Lyon, Spanje                          |
| 2014 | Nuestro Secreto                                                                                    | Galería Serendipia                                 | Madrid, Spanje                        |
| 2014 | Útero                                                                                              | Galerie Despentes                                  | Lyon, Spanje                          |
| 2014 | Fluids                                                                                             | Museo Leslie-Lohman                                | Nueva York, Verenigde Staten          |
| 2014 | Someone Else                                                                                       | Grace Exhibition Space                             | Nueva York, Verenigde Staten          |
| 2014 | The Cage                                                                                           | Miao Jiaxin Gallery                                | Nueva York, Verenigde Staten          |
| 2014 | Mirrored Wounds                                                                                    | Notsuoh                                            | Houston, Verenigde Staten             |
| 2014 | Útero                                                                                              | Art Legue Houston                                  | Houston, Verenigde Staten             |
| 2014 | Empatía y Prostitución                                                                             | Box 13                                             | Houston, Verenigde Staten             |
| 2014 | Week Rental                                                                                        | Houston International Performance Art Biennal      | Houston, Verenigde Staten             |
| 2014 | Bloodline                                                                                          | Galería Neebex                                     | Bogotá, Colombia                      |
| 2014 | Acción, reacción.                                                                                  | Embajada de España en Alemania                     | Berlín, Alemania                      |
| 2014 | Anonieme Vaginas                                                                                   | Museo de Arte Contemporáneo de Bogotá              | Bogotá, Colombia                      |
| 2014 | Anonieme Vaginas                                                                                   | Proyecto Poporopo                                  | Ciudad de Guatemala, Guatemala        |
| 2014 | Anonieme Vaginas                                                                                   | ZonAutónoma                                        | Puebla de Zaragoza, México            |
| 2014 | Anonieme Vaginas                                                                                   | Casa Nueve                                         | Puebla de Zaragoza, México            |
| 2014 | Anonieme Vaginas                                                                                   | Galería Mediadvanced                               | Gijón, Spanje                         |
| 2013 | Nine Container                                                                                     | Bienal de Lyon                                     | Lyon, Frankrijk                       |
| 2013 | Dark Room                                                                                          | Factoría de Arte y Desarrollo                      | Madrid, Spanje                        |
| 2013 | Jihad 191                                                                                          | Galería Alicia Hevia                               | Madrid, Spanje                        |
| 2013 | La Herida Primaria                                                                                 | Galería Neebex                                     | Bogotá, Colombia                      |
| 2013 | La Herida Primaria                                                                                 | Hidden Gallery                                     | Málaga, Spanje                        |
| 2013 | La Herida Primaria                                                                                 | La Villete Enchantée / Dimanche Rouge              | Parijs, Frankrijk                     |
| 2013 | La Herida Primaria                                                                                 | Galería Canvas                                     | Pamplona, Spanje                      |
| 2013 | I´m loving it                                                                                      | Centro de Arte Contemporáneo de Málaga             | Málaga, Spanje                        |
| 2013 | Empatía y Prostitución                                                                             | Factoría de Arte y Desarrollo                      | Madrid, Spanje                        |
| 2013 | Confinement: Siete días con Regina Fiz Santos                                                      | Galería Off Limits                                 | Madrid, Spanje                        |
| 2013 | My body, my rules                                                                                  | Pamplona International Performance Biennal         | Pamplona, Spanje                      |
| 2013 | La Última Cena                                                                                     | Galería Off Limits                                 | Madrid, Spanje                        |
| 2013 | Empatía y Prostitución                                                                             | Galería Santa Fé                                   | Bogotá, Colombia                      |
| 2013 | Eating a Koran                                                                                     | Krudttønden                                        | Kopenhagen, Denemarken                |
| 2013 | Baarmoeder                                                                                         | Embajada de Alemania / Pasaje de Fuencarral        | Madrid, Spanje                        |
| 2013 | Encuentro Biológico                                                                                | Centro de Arte Contemporáneo Huarte                | Huarte, Spanje                        |
| 2013 | Baarmoeder                                                                                         | Enclave Pronillo / Gallery Weekend Santander       | Santander, Spanje                     |
| 2013 | Península                                                                                          | Galería José de la Fuente                          | Santander, Spanje                     |
| 2013 | Abel Azcona I Feed Me                                                                              | Centro de Arte Contemporáneo Huarte                | Huarte, Navarra                       |
| 2013 | Baarmoeder                                                                                         | Cuarto Público                                     | Santiago de Compostella, Spanje       |
| 2013 | Diálogos en Acción                                                                                 | Museo de Arte Contemporáneo de Bogotá              | Bogotá, Colombia                      |
| 2013 | El Dolor                                                                                           | Galería de Arte La Junta                           | Bogotá, Colombia                      |
| 2012 | Eating a Koran                                                                                     | Universidad de las Artes de Berlín                 | Berlín, Alemania                      |
| 2012 | La Cura                                                                                            | Museo de Arte Moderno de Bogotá                    | Bogotá, Colombia                      |
| 2012 | El Pequeño Pez                                                                                     | Galería Orizuru                                    | Pamplona, Spanje                      |
| 2012 | Baarmoeder                                                                                         | Barrio de los Artistas                             | Pamplona, Spanje                      |

- Biblioteca Nacional de España: XX5897007
- Bibliothèque nationale de France: cb178260936 (data)
- Catàleg d'autoritats de noms i títols de Catalunya: 981058610609906706
- Gemeinsame Normdatei: 1085149900
- International Standard Name Identifier: 0000 0004 5584 0808
- Library of Congress Control Number: n2020040654
- Système universitaire de documentation: 257800719
- Virtual International Authority File: 279145857895823021308
- WorldCat: E39PBJB4gXqdJgvhRVkHT9CvpP